# Motore Diesel
Il motore diesel è un tipo di motore alternativo a combustione interna, alimentato in origine a olio vegetale e oggi a gasolio, che sfrutta il principio della compressione per ottenere l'accensione del combustibile in maniera spontanea, quindi non tramite l'azione delle candele d'accensione, impiegate invece dal motore ad accensione comandata. È stato brevettato nel 1892 dal tedesco Rudolf Diesel, dal quale ha preso il nome.

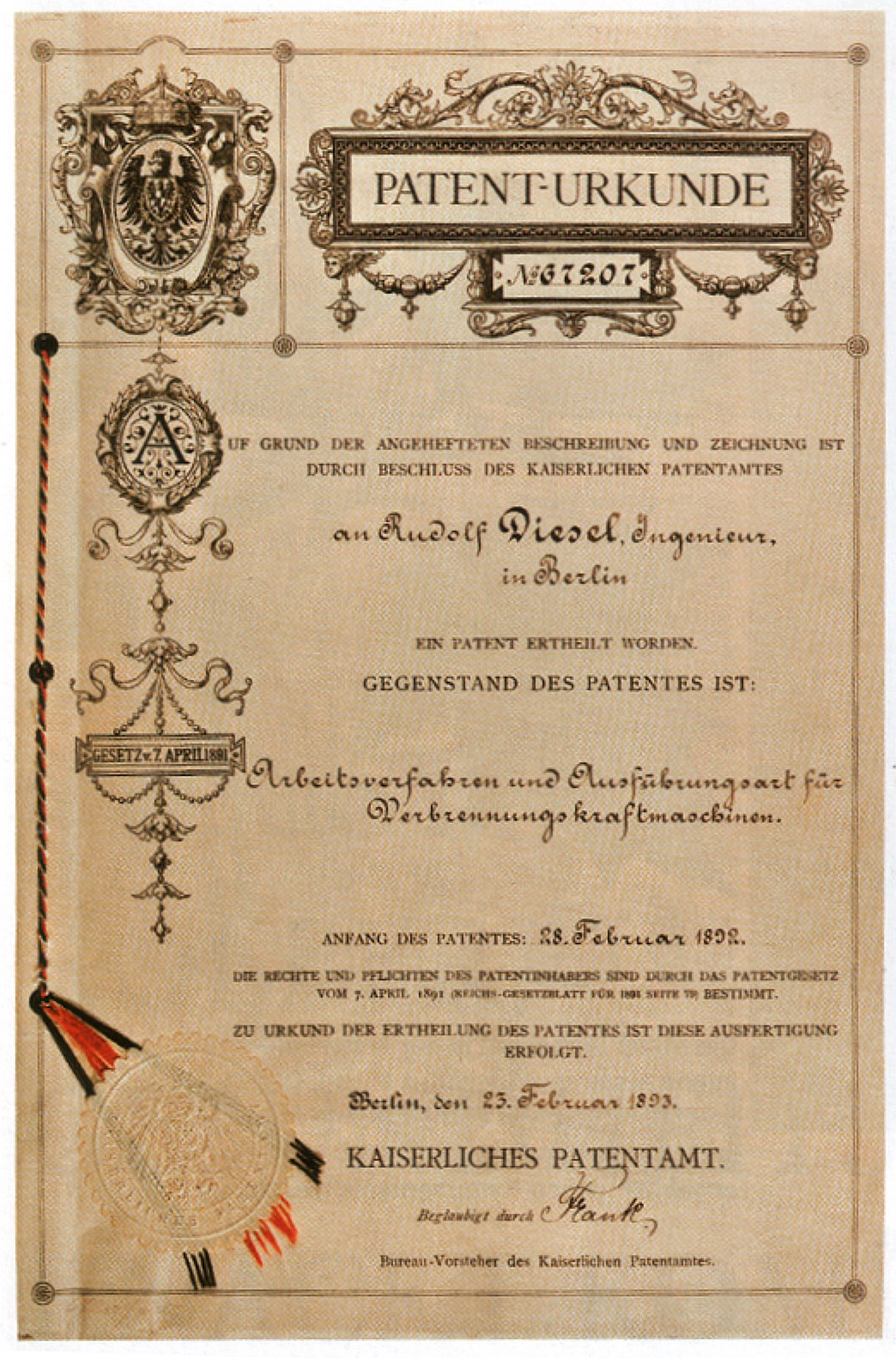
Il brevetto depositato da Rudolf Diesel

## Storia
Il motore Diesel è stato usato inizialmente per i mezzi d'opera, esteso poi ai mezzi industriali e infine, a partire dalla fine del XX secolo, con la sua continua evoluzione, ha conosciuto una vasta diffusione anche nel mercato dell'automobile.

### Cronistoria
- 1892: il 23 febbraio Rudolf Diesel deposita a Berlino il brevetto n° 67207
- 1893: Diesel pubblica il saggio "Teoria e costruzione di un motore termico razionale, destinato a soppiantare la macchina a vapore e le altre macchine a combustione finora conosciute"
- 1897: ad Augusta Diesel costruisce il prototipo funzionante
- 1898: la svizzera Sulzer Maschinenfabrik, per la quale Diesel aveva lavorato nel 1879, costruisce su licenza il suo primo motore[2], così come la tedesca Deutz che però ne inizierà la produzione in serie solo dopo la scadenza del brevetto nel 1907[3]
- 1900: all'Esposizione mondiale di Parigi Diesel presenta il suo motore, alimentato da olio di arachidi
- 1902: la MAN (Maschinenfabrik Augsburg Nürnberg AG) inizia la produzione di motori stazionari per la centrale elettrica di Kiev, alcuni di questi motori sono rimasti in funzione fino al 1955[4]
- 1903: prima applicazione su un'imbarcazione, il battello francese Petit Pierre, operante nel canale Marna-Reno[5]
- 1904: il francese Aigrette è il primo sottomarino a utilizzare un motore Diesel per la navigazione di superficie ed elettrico in immersione[6]
- 1909: l'ingegnere tedesco di origine libanese Prosper L'Orange, in forza alla Benz & Cie., brevetta la precamera di combustione (DPR 230517 del 14 marzo 1909)
- 1910: un motore ausiliario Diesel viene installato sul veliero Fram utilizzato per la spedizione Amundsen in Antartide[7][8]
- 1910: vengono varate il cargo italiano MN Romagna con motore Sulzer, affondato nel 1911, e la nave cisterna olandese "Vulcanus" con motore Werkspoor, rimasta in servizio fino al 1932
- 1911: viene varata la MS Selandia, è la più grande nave transoceanica equipaggiata di motore Diesel fino ad allora, il suo viaggio inaugurale nel 1912 ha risonanza mondiale
- 1912: il primo treno a trazione con motore Diesel viene costruito in Germania[9]
- 1913: muore Rudolf Diesel, scomparso in mare durante una traversata della Manica, in circostanze mai chiarite
- 1914: la Junkers realizza il prototipo di motore Diesel aeronautico, il 4 cilindri Mo3[10]
- 1928: nel Michigan primo volo di un aereo con motore Diesel, lo Stinson SM-1DX "Detroiter" con motore Packard DR-980[11]
- 1931: l'aereo Bellanca CH-300 "Pacemaker" con motore Packard DR-980 conquista il record in volo senza rifornimento in 84 ore e 32 minuti: il primato resterà imbattuto per 55 anni da qualunque tipo di aereo[12]
- Febbraio 1936: viene presentata la Mercedes Benz 260 D, la prima autovettura con motore Diesel prodotta in grande serie[13]
- Ottobre 1936: la Citroën installa su un furgoncino derivato dal modello Rosalie un motore Diesel di 1767 cc progettato dall'inglese Harry Ricardo. Anche se mai entrato in una reale produzione di serie è stato il primo autoveicolo leggero dotato di motore Diesel.[14]
- 1953: la Fiat 1400 fu la prima vettura italiana ad adottare il motore Diesel, venendo pertanto battezzata 1400 Diesel. Montava un propulsore di cilindrata 1901 cm³ da 40 CV a 3.200 giri al minuto, con iniezione Spica ad alta pressione, lo stesso impiegato dall'autocarro 615 e dalla fuoristrada Campagnola.

### Evoluzione tecnica
La prima auto di serie spinta da un motore alimentato a gasolio fu la Mercedes-Benz 260D del 1936. Il motore Diesel era noto però già da molto tempo, perché applicato su vasta scala in marina e in impianti fissi ancor prima della prima guerra mondiale, e a partire dal 1927 su autocarri e autobus.
In prima fase si provvide (dato che la compressione del motore era limitata) al preriscaldamento del combustibile in modo che il combustibile preriscaldato riuscisse a incendiarsi anche con aria relativamente fredda. Il sistema a preriscaldamento si mostrò piuttosto complesso e inaffidabile, nonché eccessivamente legato alla temperatura esterna. L'attenzione si concentrò, quindi, nello sviluppo di sistemi in grado di ottenere le stesse condizioni di riscaldamento in modo sovrabbondante, e quindi sicuro, direttamente mediante la compressione preventiva dell'aria. La combustione è preceduta dalla vaporizzazione e innesco del combustibile immerso in aria arroventata.
Il riscaldamento dell'aria è ottenuto con l'aumento della sua pressione, riducendo il volume (cioè le dimensioni) della camera di combustione, in modo che lo spazio rimanente all'aria nel fine corsa superiore sia il minore possibile, e inoltre con l'adozione di motori "sottoquadri", cioè dove i pistoni avevano una corsa maggiore dell'alesaggio. L'elevato lavoro di compressione (doppio rispetto ai motori a benzina) rese più "ruvido" il funzionamento del motore e violentemente smorzata la rotazione dello stesso. Occorreva poi, nell'aria maggiormente compressa, giungere a iniettare Il gasolio. Le varie case motoristiche, nel tempo, hanno ideato sistemi diversi.
Il primo sostanziale risultato di rendere sufficientemente efficace e stabile (con progresso uniforme) la fiammata di combustione fu ottenuta dalla casa motoristica statunitense Continental che stava studiando il modo di utilizzare il motore Diesel sugli aerei. Il sistema consisteva nel creare una cavità nella testata dove veniva costretta l'aria, e in quello spazio avveniva una migliore miscelazione di combustibile e di aria e vi era alloggiata una candeletta per aiutare la combustione. Il sistema fu poi utilizzato soprattutto dalla Caterpillar, per i suoi mezzi da lavoro e per mezzi militari.
La Caterpillar, che produceva prevalentemente motori di grandi dimensioni, per avere una combustione sempre più regolare, ebbe l'idea di aumentare il numero degli iniettori (fino a tre) e quindi i punti di accensione, allo scopo di uniformare il procedere della combustione. La necessità di lasciare un adeguato spazio di miscelazione e di inizio della combustione per ogni iniettore ridusse il rapporto di compressione. Negli anni ottanta la casa tedesca Volkswagen sviluppò motori in cui, mediante compressori a elevata pressione, il gasolio veniva iniettato nel vano di testata.
Negli anni novanta si propose di eliminare le precamere e i vani di testata, creando invece un vano sulla testa del pistone. Furono poi utilizzate pompe di iniezione rotative della Bosch ad alta pressione, accoppiate con iniettori a getti multipli. Precedendo la FIAT, la Perkins Engines, mediante l'utilizzo di sistemi bilanciati fluidodinamici all'interno della camera di combustione, riuscì a ottenere un sistema maggiormente soddisfacente di combustione a diversi regimi, senza complicare il sistema con dispositivi elettronici.
Le pompe d'iniezione rotative però presentavano il problema di un'incostante pressione di iniezione, dato che erano legate al regime di rotazione del motore stesso. Tale incostanza riduceva il rendimento e aumentava gli inquinanti a causa di una combustione incompleta. Si arrivò così a un'idea semplice e molto efficace: immagazzinare in qualche modo il gasolio già in pressione all'interno di un "serbatoio" che costituisse un accumulo di combustibile compresso, riuscendo per la prima volta a sganciare il concetto di "pressione" da quello di "portata".
La Magneti Marelli brevettò nel 1988 un sistema denominato Unijet, sostanzialmente un tubo (detto "flauto") comune a tutti i cilindri del motore, al cui interno il gasolio era tenuto a pressione costante (ed elevatissima) e che alimentava tutti gli iniettori. Nacque così il common rail, inventato da Mario Ricco nel centro ricerche Fiat ed industrializzato e prodotto dopo il 1994 dalla Bosch, che nelle sue successive evoluzioni ha reso possibile la progressiva riduzione delle cilindrate, grazie a una perfetta gestione dei fenomeni di combustione, possibile in passato solo su motori con grandi cilindrate unitarie.
Bosch fu in grado di sviluppare anche le successive evoluzioni di tale sistema, rendendolo sempre competitivo sul mercato. Quasi contemporaneamente, la casa tedesca Volkswagen sviluppò un sistema di iniezione diretta denominato iniettore pompa (PDE), rimpicciolendo il sistema che all'epoca riscuoteva molto successo su motori a gasolio di grossa cilindrata usati su trattori per autotrazione (MAN e Mach che equipaggia i trattori del gruppo Renault). Tale sistema presenta il vantaggio di fornire altissime pressioni d'iniezione (oltre 2 000 bar), anche a regimi bassissimi, permettendo un'ottima nebulizzazione del gasolio, a tutto vantaggio di una combustione uniforme. Il fatto negativo più importante si presentò presto ed era intrinseco nella progettazione del motore stesso. Mentre il sistema common rail era direttamente applicabile a tutti i preesistenti motori a gasolio senza che questi dovessero subire una riprogettazione, il sistema iniettore-pompa richiedeva una modifica progettuale per le testate dei motori, per permettere loro di alloggiare gli iniettori-pompa, relativamente grossi, che dovevano essere singolarmente azionati meccanicamente da alberi motori, o da camme.
L'evoluzione finale del common-rail è il sistema a iniezioni multiple (o "stratificate"), tra i quali sono particolarmente celebri il Volkswagen TDI e il multi jet, inventato e brevettato da FIAT, che consiste semplicemente in un normale common rail il cui funzionamento è frazionato in tante piccole iniezioni, che possono variare nel numero a seconda delle condizioni di necessità (da 2 a 9 iniezioni per ciclo).
Le pluriniezioni sono rese necessarie dal fatto che il gasolio ha un alto potere calorifico e suddividono il quantitativo di gasolio necessario in sempre più piccole dosi iniettate a forti pressioni, facendo sì che la combustione sia quanto più rotonda possibile (è proprio dalle irregolarità nella combustione che deriva il caratteristico rumore ritmico e cadenzato prodotto dai motori Diesel). Le fasi sono suddivisibili in:
1. preiniezione: viene iniettata una piccola quantità di gasolio che fa da fiamma pilota per la combustione vera e propria.
2. iniezione: si sviluppa in vari step successivi, più ve ne sono e meglio riesce la totale combustione.
3. postiniezione: viene iniettata una piccola quantità di gasolio a combustione ormai avvenuta in piena fase di espansione. Tale iniezione è fondamentale per la rigenerazione dei filtri e quindi per l'abbattimento degli inquinanti da combustione, che nei motori a gasolio sono di particolare pericolosità e dannosità.

## Funzionamento
Il concetto di base del funzionamento del motore Diesel è che quando un gas viene compresso si riscalda. In questo motore viene utilizzata tale proprietà comprimendo all'interno del cilindro la sola aria a valori elevati, tali per cui il combustibile, che viene iniettato quando il pistone si trova circa al punto morto superiore, si accende spontaneamente, in quanto la compressione ha portato l'aria nel cilindro ad una temperatura superiore alla temperatura di accensione del gasolio. Il motore Diesel vene pertanto definito motore ad accensione spontanea, in contrapposizione al motore ad accensione comandata, nel quale non viene compressa solamente l'aria ma una miscela di combustibile ed aria e l'accensione viene innescata dalle candele.
In un motore Diesel con ciclo a quattro tempi l'aria viene immessa nel cilindro, richiamata dal movimento discendente del pistone, attraverso la valvola di aspirazione; quando il pistone risale comprime l'aria, ed in tale compressione l'aria può raggiungere valori di temperatura tra i 700 e i 900 °C. Poco prima che il pistone raggiunga il punto morto superiore, cioè il punto di massima salita dello stesso, viene immesso per mezzo di un iniettore il combustibile nell'aria arroventata e compressa nello spazio residuo sopra il pistone; si ha quindi l'autoaccensione e poi la combustione della miscela aria combustibile, cui segue la fase di espansione che riporta il pistone verso il basso generando così la rotazione dell'albero motore; la spinta conseguente tale rotazione costituisce l'erogazione di energia meccanica che è lo scopo del motore stesso. Si ha infine la fase di scarico, in cui i gas combusti vengono espulsi dal cilindro attraverso l'apertura della valvola di scarico. È anche costruito il motore Diesel con ciclo due tempi.

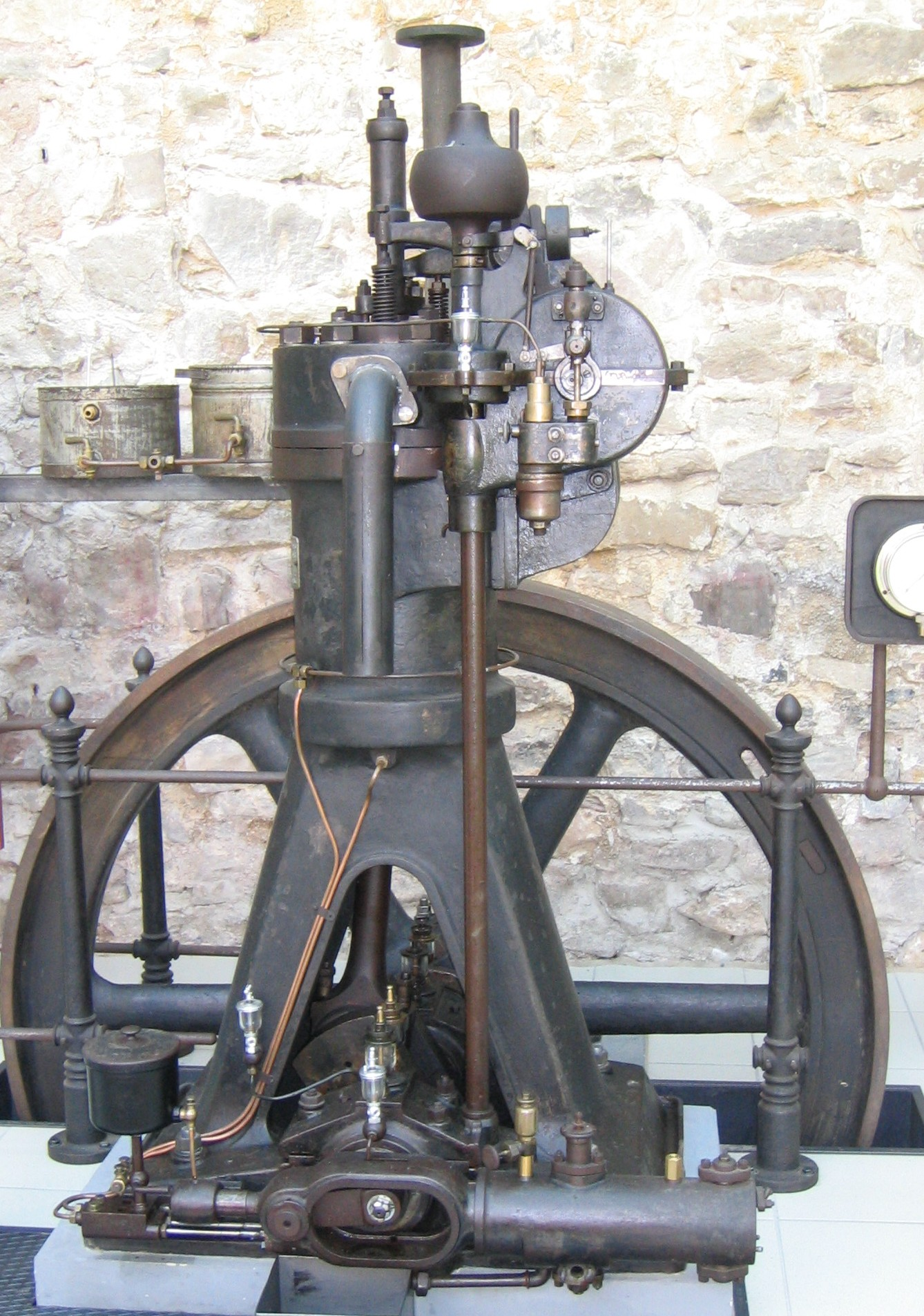
Dieselmotor DM 12 – monocilindrico stazionario della MAN AG, Augusta, 1906, 9 kW di prima generazione

Il funzionamento sopra riportato spiega alcune delle caratteristiche che differenziano il motore Diesel da quello a benzina. Per fronteggiare le forze che si creano durante l'intero processo e per riuscire a comprimere l'aria al punto tale da portarla alle temperature adatte ad innescare la combustione del gasolio, il motore Diesel dovrà avere un rapporto di compressione molto più elevato di quello di un analogo motore a benzina. Questa necessità influenza anche il peso di un motore Diesel, che sarà maggiore di quello di un motore a benzina di analoga cilindrata, in quanto le parti del motore dovranno essere costruite per resistere a stress più elevati. D'altra parte, proprio per il suo funzionamento, il motore Diesel trae maggiori vantaggi dall'impiego di sistemi di sovralimentazione che effettuano una compressione dell'aria già prima che questa entri nel cilindro.
In questo tipo di motori è di fondamentale importanza la precisione del sistema di alimentazione e in particolare della pompa del combustibile, che regola la quantità esatta di combustibile immessa nei cilindri, nonché il momento esatto dell'immissione stessa. Sulla base della quantità di combustibile immesso a ogni regime di rotazione il motore fornisce più o meno potenza in quanto l'aria viene aspirata in quantità sempre costante e corrispondente al massimo possibile (non esiste un carburatore). Nei motori Diesel, a differenza di quelli a benzina, non è necessario gestire l'accensione con dispositivi esterni.
La potenza non è direttamente basata sulla quantità di miscela aria-combustibile che è immessa nel cilindro, ma solo sulla quantità di combustibile iniettato. Nei primi motori Diesel questo sistema di regolazione era di tipo meccanico con una serie di ingranaggi che prelevavano energia dal motore stesso. Il limite più rilevante era dato dal fatto che l'immissione di combustibile era rigidamente collegata con il regime di rotazione del motore stesso, dato che la combustione è un fatto fisico costante, a basse velocità di rotazione la combustione rischia di essere troppo anticipata rispetto al moto del pistone (che è relativamente più lento), mentre a velocità elevata il moto accelerato (veloce) del pistone combinato con la combustione fa risultare la combustione relativamente ritardata.
In una fase successiva, l'evoluzione delle pompe di iniezione ha permesso di migliorare il controllo dei tempi e delle quantità di gasolio iniettate, con l'implementazione di dispositivi di autoregolazione dell'anticipo dell'iniezione (ad esempio il variatore dell'anticipo dell'iniezione a masse centrifughe, tipico delle pompe di iniezione in linea). Nei motori moderni l'immissione di combustibile è invece regolata attraverso il ricorso all'elettronica. Si hanno quindi dei moduli di controllo elettronici (ECM – Electronic Control Module) o delle unità di controllo (ECU – Electronic Control Unit) che altro non sono che dei piccoli calcolatori montati sul motore. Questi ricevono i dati da una serie di sensori e li utilizzano per calibrare, secondo tabelle (dette anche mappe) memorizzate nell'ECM/ECU, la quantità di combustibile da iniettare e (soprattutto) il tempo, inteso come momento esatto di immissione, in modo da ottenere sempre il valore ottimale, o il più vicino a questo, per quel determinato regime di rotazione.
In questo modo si massimizza il rendimento del motore e se ne abbassano le emissioni. In questo caso il tempo, misurato in gradi angolari di rotazione, assume un'importanza critica in quanto sia un ritardo sia un anticipo rispetto al momento ottimale comportano dei problemi. Infatti se si anticipa troppo si ritroveranno nei gas di scarico valori rilevanti di ossidi di azoto (NOx) anche se il motore raggiunge un'efficienza maggiore dato che la combustione avviene a una pressione più alta. Un ritardo invece, a causa della combustione incompleta, produce particolato (polveri sottili) ovvero fumosità nera allo scarico. Non esiste un valore ottimale valido per tutti i motori ma ogni motore ne ha uno proprio.

## L'iniezione nei motori Diesel
Due sono oggi i tipi di iniezione dei motori Diesel: indiretta e diretta. Il primo tipo, quasi scomparso dai motori Diesel automobilistici di ultima generazione, era molto utilizzato per la sua semplicità dato che i primi pistoni erano a testa piatta, per cui era facilitata la sistemazione dell'iniettore. Oggi invece si utilizzano pistoni dal disegno della testa più complessa accoppiati al sistema di iniezione di tipo diretto.

### Iniezione indiretta
Nell'iniezione indiretta il gasolio viene iniettato in una precamera di combustione che si trova sulla testata del motore. L'iniettore ha un solo foro di nebulizzazione del gasolio. La pressione d'iniezione del gasolio è di circa 150 bar. Nella precamera c'è una candeletta elettrica che serve a facilitare l'avviamento del motore. La candeletta non riscalda l'aria, ma il gasolio e le pareti della precamera di combustione. Con questo sistema si rallenta il ritardo di accensione e si riduce il rumore emesso. Viene ridotto anche lo stress della combustione e quindi le pressioni sui singoli componenti.

### Iniezione diretta
Diversi sono i sistemi di iniezione diretta impiegati sui motori Diesel. Per iniezione diretta s'intende l'immissione del combustibile direttamente nella camera di combustione (senza precamera quindi). In questo caso il sistema di alimentazione deve operare a pressioni molto più alte del sistema di iniezione indiretta (gli iniettori hanno tre o più fori, di diametro più piccolo) e sono stati eliminati alcuni di quei componenti che rendevano il motore Diesel particolarmente rumoroso. L'iniezione diretta ha avuto diverse interpretazioni, la più famosa è il sistema denominato common rail e multijet ma è esistito anche il sistema a iniettore pompa. I primi motori Diesel a iniezione diretta dotati di pompa rotativa sono ormai scomparsi in virtù delle notevolmente superiori prestazioni dei due sistemi sopracitati.

## Tipi di motore Diesel

### Motori Diesel a due tempi
I motori Diesel a due tempi sono di impiego prevalentemente industriale e navale, vengono installati su navi mercantili (portacontainer, bulk carrier, petroliere) in accoppiamento con un'elica a passo fisso.
Rispetto ai motori navali a 4 tempi, i motori a due tempi sono generalmente più grandi e sviluppano potenze molto maggiori, con regimi di rotazione massimi di circa qualche centinaio di giri al minuto, inoltre hanno una notevole semplificazione costruttiva. Attualmente il motore più grande del mondo è il finlandese Wärtsilä 14RTFLEX96-C, usato come motore principale sulle più grandi navi portacontainer del mondo, prodotte dall'azienda danese Maersk. Questo motore sviluppa una potenza di 82 MW e riesce a garantire una velocità di crociera di 25 nodi.

#### Componenti del motore
Motore testacalda
1. carter di aspirazione
2. travasi dell'aria e luce nel cilindro
3. cilindro
4. calotta
5. iniettore del combustibile
6. luce di scarico
7. pistone
8. biella
9. volano
10. albero motore

Motore non a testacalda
1. valvola d'ammissione al cilindro
2. cilindro
3. calotta
4. iniettore del combustibile
5. luce di scarico
6. pistone
7. biella
8. volano
9. albero motore

#### Principio di funzionamento motore due tempi Diesel non a testacalda (unidirezionale)

Ciclo termico di un motore Diesel 2T unidirezionale
1=PMS
2=PMI
A= Lavaggio
B= Scarico
C= Compressione
D= Espansione

Questo motore ha la caratteristica di avere, al posto delle luci di scarico, una valvola a fungo sulla testata da dove vengono scaricati i prodotti della combustione, quindi si ha un migliore e maggiore controllo della fase, riducendo le perdite d'aria fresca che altrimenti ci sarebbero con una luce di scarico. Inoltre, tale motore non necessita del riscaldamento della calotta, dato che l'aria riesce a essere maggiormente compressa.
Attualmente questo risulta essere il tipo di motore Diesel due tempi più apprezzato, per via del suo maggiore rendimento termico.

#### Principio di funzionamento motore due tempi Diesel testacalda

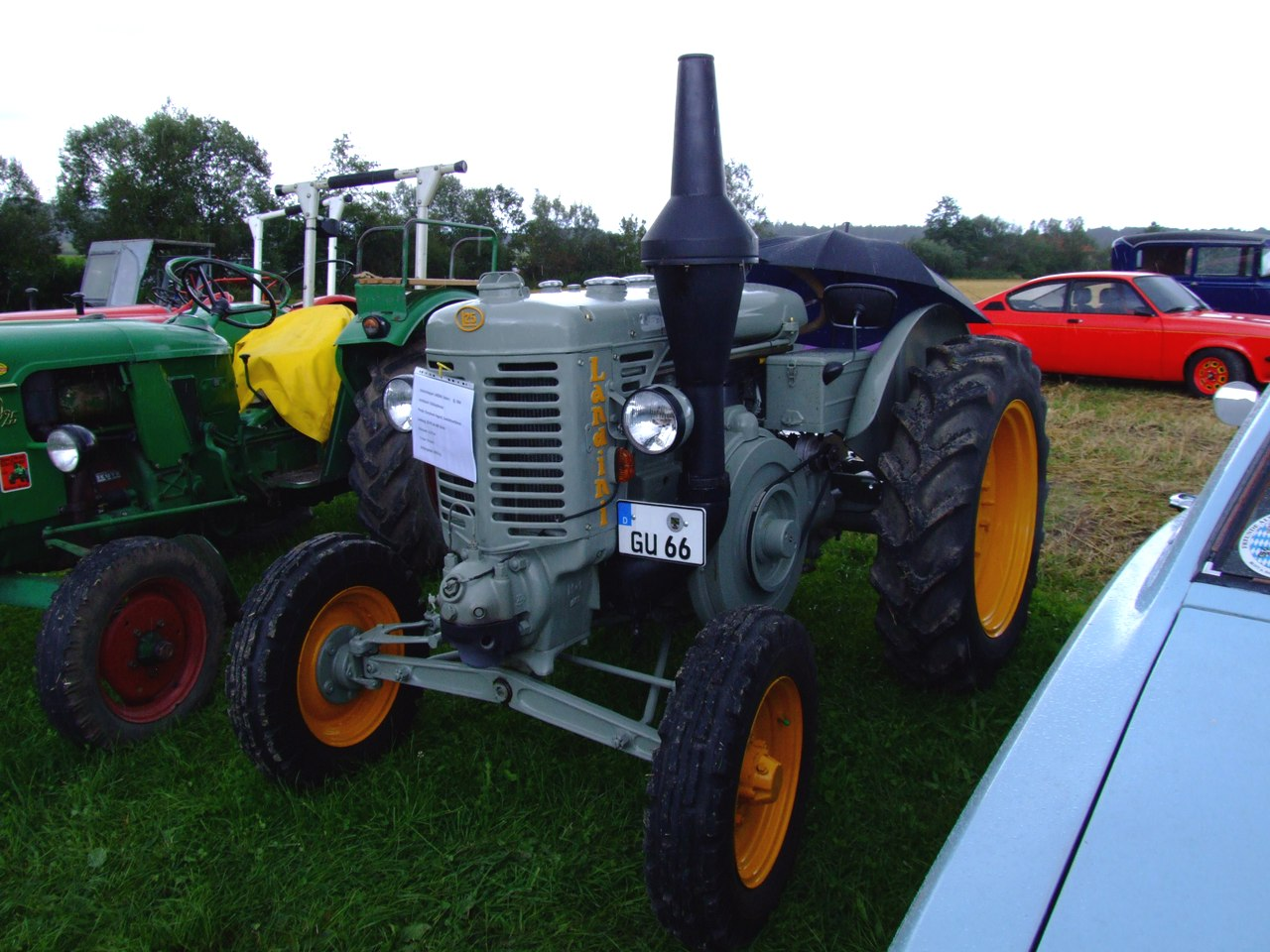
Trattore Landini L25 con motore Diesel "testacalda" monocilindrico a due tempi da 25 HP a 800 g/min, cilindrata 4 312 cm³, anno 1954

Il motore due tempi Diesel testacalda fu brevettato nel 1890 da Stuart e Binney e segue il principio di funzionamento del motore a due tempi a benzina inventato nel 1879 da Dugald Clerk, quindi ovviamente utilizza come carburante, assieme al gasolio, anche l'olio combustibile.
Il motore testacalda ha un carter di precompressione dove l'aria entra passando nelle feritoie delle valvole del carter quando il pistone va dal punto morto inferiore al punto morto superiore, cioè quando nel carter di precompressione si crea una depressione, che permette quindi l'aspirazione dell'aria.
L'aria passa dal carter di precompressione al cilindro attraverso i travasi quando il pistone scopre i travasi e quindi si trova nei pressi del PMI, finita tale fase con la chiusura delle luci di travaso e successivamente anche di scarico, si ha la compressione.
Il ruolo fondamentale è svolto sicuramente dalla calotta, cioè quella parte della testata che, essendo riscaldata a una temperatura che varia dai 400 °C ai 700 °C, permette assieme all'elevata temperatura dell'aria compressa che si trova nel cilindro la combustione del combustibile che viene iniettato nel cilindro anche con 180° d'anticipo, cioè 180° prima del punto morto superiore. Questi motori venivano montati soprattutto dai trattori.

### Motori Diesel a quattro tempi

Ciclo termico di un motore 4T
1=PMS
2=PMI
A= Aspirazione;
B= Compressione;
C= Espansione;
D= Scarico;

I motori Diesel a quattro tempi sono quelli maggiormente diffusi nel campo automobilistico, ferroviario, nelle centrali di generazione Diesel-elettrica, nelle imbarcazioni da diporto e nelle navi da crociera, traghetti e piccole navi mercantili.
Per quanto riguarda i tipi di motori si possono realizzare Diesel con qualunque configurazione di cilindri dato che i problemi e i vantaggi di una determinata configurazione restano immutati, sia che si tratti di motori a ciclo Otto o di motori a ciclo Diesel. Nelle auto la configurazione più diffusa è quella a quattro cilindri in linea. Molti motori Diesel sono sovralimentati proprio per sfruttare i vantaggi che si hanno con questo tipo di motore. Infatti i motori a ciclo Otto per raggiungere lo stesso livello di rendimento, per le loro caratteristiche, devono avere una cilindrata (quindi dimensioni di motore) superiore a quella dei motori Diesel. Questo determina che a parità di cilindrata, il motore Diesel vanta una maggiore efficienza (oltre il 40%).